# Kenyatta International Conference Centre
Das Kenyatta International Conference Centre (KICC) besteht aus einem Hochhaus, einem sogenannten Amphitheater und einer Parkanlage, in Nairobi, Kenia. Meistens ist nur der Turm gemeint, wenn man umgangssprachlich vom KICC spricht. Der Turm war über zwanzig Jahre lang das höchste Gebäude Kenias und ist inzwischen noch immer das zweithöchste Gebäude Nairobis.
Im Stadtzentrum Nairobis an der Harambee Avenue gelegen, gilt das Kenyatta International Conference Center (KICC) als ein Wahrzeichen der kenianischen Hauptstadt. Es beherbergt mehrere Konferenzräume unterschiedlicher Größen und Ausstattungen, teils mit den technischen Möglichkeiten für TV-Übertragung, Synchronübersetzung und elektronischer Stimmabgabe bei Abstimmungen. Im 27. Stockwerk befindet sich ein Drehrestaurant. Auf dem Dach befindet sich eine Aussichtsplattform. Der Turm verfügt über ein Helipad auf dem Dach.
Das KICC verfügt neben Büros über insgesamt acht Säle unterschiedlicher Größen, welche für Symposien, Tagungen, Kongresse oder andere Veranstaltungen genutzt werden können. Einige Säle bieten separate Besucherplätze auf Balkons, oder können per mobiler Trennwand bei Bedarf vergrößert werden.

## Geschichtliches
Das Kenyatta International Conference Centre wurde von 1966 bis 1973 erbaut und von der damals noch jungen Republik staatlich finanziert. Im Jahr 1989 wurde es an die KANU-Partei, zum damaligen Zeitpunkt die einzige zugelassene politische Partei, übertragen. Im Jahr 2003 wurde die KANU abgewählt, und das Gebäude ging wieder an den Staat über.

## Das Amphitheater
Das Amphitheater befindet sich direkt neben dem Turm. Es stilisiert eine traditionelle Hütte und soll das Zusammentreffen von traditioneller und moderner Architektur symbolisieren. Auf insgesamt drei Emporen um das Auditorium herum bietet es in seinem inneren Platz für insgesamt 771 Besucher. Der Raum ist gegen außen schalldicht isoliert, und mit moderner Tontechnik ausgestattet.

## Die Außenanlage
Das KICC wird von einem über 7.000 Quadratmeter großen Park umgeben, auf dem sich eine Statue von Kenias erstem Präsidenten, Jomo Kenyatta befindet. Das Gelände beinhaltet mehrere Blumenbeete, Springbrunnen und Zierteiche. Eine lange Reihe von Flaggenmasten kann bei offiziellen Veranstaltungen beflaggt werden. Ursprünglich sollte der Park in erster Linie der Erholung von Konferenzteilnehmern dienen, es finden hier jedoch teilweise auch Konzerte, Ausstellungen und andere Open-Air-Veranstaltungen statt.